# Servisch voetbalelftal (mannen)
Het Servisch voetbalelftal is een team van voetballers dat Servië vertegenwoordigt tijdens internationale wedstrijden en competities. Het team heeft de plek ingenomen (inclusief de punten voor de FIFA-ranglijst) van Servië en Montenegro, zoals dat vanaf begin 2003 tot en met het Wereldkampioenschap voetbal 2006 actief was. Servië en Montenegro was weer de directe opvolger van Joegoslavië. Het Servisch voetbalelftal valt onder de verantwoordelijkheid van de Servische voetbalbond (FSS).
Na het WK van 2006, waar nog onder de naam van Servië en Montenegro werd gespeeld, ging ook het nationaal voetbalelftal verder als een onafhankelijk Servië. De kleuren van het voetbaltenue staan voor de kleuren van de Servische vlag, rood (shirt), blauw (broek) en wit (kousen). Het zogenaamde uittenue is compleet wit, verwijzend naar de bijnaam van het elftal; Beli Orlovi, wat Witte Adelaars betekent. De (tweekoppige) witte adelaar is afkomstig van het nationale wapen in de vlag van Servië. De traditionele rivalen van het Servisch voetbalelftal zijn het Kroatisch voetbalelftal en het Albanees voetbalelftal.

## Geschiedenis
Servië wordt door de voetbalbonden FIFA en UEFA beschouwd als de officiële opvolger van het Joegoslavisch voetbalelftal en het Servisch-Montenegrijns voetbalelftal, waar het tevens alle bezittingen van overnam. Nadat de landen Servië en Montenegro in 2006 onafhankelijk van elkaar werden, kregen beide landen een eigen nationaal elftal.
Na het WK van 2006 begonnen voor Servië in september 2006 de kwalificaties voor het EK 2008. Servië eindigde in de kwalificatiepoule derde en wist zodoende het eindtoernooi niet te halen. Voor de kwalificaties voor het WK 2010 werd Servië groepswinnaar maar op het eindtoernooi in Zuid-Afrika eindigde het laatste in de poule, waardoor het gelijk uitgeschakeld was. Servië wist zich hierna niet te kwalificeren voor het EK 2012 en het WK 2014.

### EK-kwalificatie 2016
In de kwalificatieronde voor het EK 2016 in Frankrijk werd Servië ingedeeld in groep I, samen met Albanië, Armenië, Denemarken en Portugal. Ook gastland Frankrijk, op voorhand geplaatst voor de eindronde, maakt deel uit van deze poule, maar de duels tegen de andere deelnemers dragen een vriendschappelijk karakter. Servië kwalificeerde zich niet voor het EK 2016.
Op 14 oktober 2014 ontstond grote consternatie, toen Servië en Albanië elkaar troffen in Belgrado. Het EK-kwalificatieduel werd in minuut 41 van de eerste helft, bij de stand 0-0, stilgelegd nadat een drone het stadion van FK Partizan was binnengevlogen met een omstreden Albanese vlag eraan. De Engelse scheidsrechter Martin Atkinson legde het duel stil nadat Stefan Mitrović de vlag uit de lucht had geplukt.
Het leidde tot schermutselingen tussen spelers. Supporters bestormden het veld en belaagden de Albanese internationals, die werden bekogeld met voorwerpen en daarop naar de kleedkamer vluchtten. Volgens Servische media was de drone een idee van Olsi Rama, broer van de Albanese premier Edi Rama. Die ontkende dat echter.
Supporters uit Albanië werden op voorhand geweerd bij het duel vanwege de explosieve situatie in en rondom Kosovo. De voormalige Servische provincie is door de Albanese meerderheid van de bevolking in 2008 eenzijdig uitgeroepen tot onafhankelijke republiek, die daarna door veel landen is erkend. Servië beschouwt deze prille Balkanstaat nog altijd als een autonome provincie.
Het was de eerste keer dat beide landen elkaar troffen sinds 1967. Ondanks de spanningen rond Kosovo besloot de UEFA om Albanië en Servië niet uit elkaar te houden bij de loting. Tien dagen later besloot de tuchtcommissie van de Europese voetbalbond om Servië een reglementaire zege (3-0) toe te kennen, omdat Albanië had geweigerd het duel te hervatten. De ploeg van de Nederlandse bondscoach Dick Advocaat kreeg echter ook drie punten aftrek als straf voor de rellen. Servië moet de komende twee thuisduels in de EK-kwalificatie bovendien zonder publiek spelen. De voetbalbonden van Servië en Albanië kregen beide tevens een boete van 100.000 euro. De voetbalbonden van beide landen kondigden meteen aan in beroep te gaan tegen de straf. Een dag na de thuisnederlaag tegen Denemarken (1-3) op 14 november 2014 diende Advocaat zijn ontslag in als bondscoach van Servië. Albanië kreeg in juli 2015, in hoger beroep, van het CAS een 0-3 overwinning toegewezen.

### WK 2018-heden
Servië wist zich op 9 oktober 2017 te plaatsen voor het WK voetbal 2018 in Rusland. Het Balkanland eindigde als eerste in groep D van de Europese kwalificatiezone, na de eigen 1-0 overwinning op Georgië door een treffer van Aleksandar Prijović en de thuisnederlaag van concurrent Wales tegen Ierland (0-1). Drie weken na de plaatsing liet de Servische voetbalbond weten dat het contract met bondscoach Slavoljub Muslin (ex-Lokeren en Standard Luik) in onderling overleg werd ontbonden. Hij werd (voorlopig) opgevolgd door zijn voormalig assistent Mladen Krstajić, een oud-verdediger van Partizan Belgrado (1996-2000 en 2009-2011), Werder Bremen (2000-2004) en Schalke 04 (2004-2009). Muslin was bondscoach sinds mei 2016.
Servië werd op het WK 2018 uitgeschakeld in de poulefase. Het land liep hierna kwalificatie mis voor het EK 2020. Het kwalificeerde zich wel voor het WK 2022 maar werd hier wederom in de poulefase uitgschakeld. 
Servië kwalificeerde zich in november 2023 voor het EK 2024. Het was de eerste kwalificatie voor een Europees kampioenschap sinds de onafhankelijkheid van het land in 2006. Op het eindtoernooi in Duitsland eindigde Servië laatste in de poule en was daarmee direct uitgeschakeld.

## Deelnames aan internationale toernooien

### Wereldkampioenschap
| Wereldkampioenschap voetbal | Wereldkampioenschap voetbal    | Wereldkampioenschap voetbal    | Wereldkampioenschap voetbal    | Wereldkampioenschap voetbal    | Wereldkampioenschap voetbal    | Wereldkampioenschap voetbal    | Wereldkampioenschap voetbal    | Wereldkampioenschap voetbal    |
| Jaar                        | Ronde                          | Wed.                           | W                              | G                              | V                              | DV                             | DT                             | Kwal                           |
| --------------------------- | ------------------------------ | ------------------------------ | ------------------------------ | ------------------------------ | ------------------------------ | ------------------------------ | ------------------------------ | ------------------------------ |
| 1930–1990                   | Bij Joegoslavië                | Bij Joegoslavië                | Bij Joegoslavië                | Bij Joegoslavië                | Bij Joegoslavië                | Bij Joegoslavië                | Bij Joegoslavië                | Bij Joegoslavië                |
| 1994–2006                   | Bij Servië en Montenegro       | Bij Servië en Montenegro       | Bij Servië en Montenegro       | Bij Servië en Montenegro       | Bij Servië en Montenegro       | Bij Servië en Montenegro       | Bij Servië en Montenegro       | Bij Servië en Montenegro       |
| 2010                        | Groepsfase                     | 3                              | 1                              | 0                              | 2                              | 2                              | 3                              | (kwal.)                        |
| 2014                        | Niet gekwalificeerd            | Niet gekwalificeerd            | Niet gekwalificeerd            | Niet gekwalificeerd            | Niet gekwalificeerd            | Niet gekwalificeerd            | Niet gekwalificeerd            | Niet gekwalificeerd            |
| 2018                        | Groepsfase                     | 3                              | 1                              | 0                              | 2                              | 2                              | 4                              | (kwal.)                        |
| 2022                        | Groepsfase                     | 3                              | 0                              | 1                              | 2                              | 5                              | 8                              | (Kwal.)                        |
| 2026                        | Kwalificatie nog niet begonnen | Kwalificatie nog niet begonnen | Kwalificatie nog niet begonnen | Kwalificatie nog niet begonnen | Kwalificatie nog niet begonnen | Kwalificatie nog niet begonnen | Kwalificatie nog niet begonnen | Kwalificatie nog niet begonnen |

### Europees kampioenschap
| Europees kampioenschap voetbal | Europees kampioenschap voetbal | Europees kampioenschap voetbal | Europees kampioenschap voetbal | Europees kampioenschap voetbal | Europees kampioenschap voetbal | Europees kampioenschap voetbal | Europees kampioenschap voetbal | Europees kampioenschap voetbal |
| Jaar                           | Ronde                          | Wed.                           | W                              | G                              | V                              | DV                             | DT                             | Kwal                           |
| ------------------------------ | ------------------------------ | ------------------------------ | ------------------------------ | ------------------------------ | ------------------------------ | ------------------------------ | ------------------------------ | ------------------------------ |
| 1960–1992                      | Bij Joegoslavië                | Bij Joegoslavië                | Bij Joegoslavië                | Bij Joegoslavië                | Bij Joegoslavië                | Bij Joegoslavië                | Bij Joegoslavië                | Bij Joegoslavië                |
| 1996–2004                      | Bij Servië en Montenegro       | Bij Servië en Montenegro       | Bij Servië en Montenegro       | Bij Servië en Montenegro       | Bij Servië en Montenegro       | Bij Servië en Montenegro       | Bij Servië en Montenegro       | Bij Servië en Montenegro       |
| 2008                           | Niet gekwalificeerd            | Niet gekwalificeerd            | Niet gekwalificeerd            | Niet gekwalificeerd            | Niet gekwalificeerd            | Niet gekwalificeerd            | Niet gekwalificeerd            | Niet gekwalificeerd            |
| 2012                           | Niet gekwalificeerd            | Niet gekwalificeerd            | Niet gekwalificeerd            | Niet gekwalificeerd            | Niet gekwalificeerd            | Niet gekwalificeerd            | Niet gekwalificeerd            | Niet gekwalificeerd            |
| 2016                           | Niet gekwalificeerd            | Niet gekwalificeerd            | Niet gekwalificeerd            | Niet gekwalificeerd            | Niet gekwalificeerd            | Niet gekwalificeerd            | Niet gekwalificeerd            | Niet gekwalificeerd            |
| 2020                           | Niet gekwalificeerd            | Niet gekwalificeerd            | Niet gekwalificeerd            | Niet gekwalificeerd            | Niet gekwalificeerd            | Niet gekwalificeerd            | Niet gekwalificeerd            | Niet gekwalificeerd            |
| 2024                           | Groepsfase                     | 3                              | 0                              | 2                              | 1                              | 1                              | 2                              | (Kwal.)                        |
| Totaal                         | 1 keer                         | 3                              | 0                              | 2                              | 1                              | 1                              | 2                              |                                |

### UEFA Nations League
| 2018–19 | C | 27e | 6 | 4 | 0 | 2 | 11 | 4 | Gestegen |
| 2020–21 | B | 27e | 6 | 1 | 3 | 2 | 9  | 7 | Stabiel  |
| 2022–23 | B | 19e | 6 | 4 | 1 | 1 | 13 | 5 | Gestegen |

## Statistieken
- Bijgewerkt tot en met de EK-kwalificatiewedstrijd tegen  Bulgarije (2-2) op 19 november 2023.

### Van jaar tot jaar
| Jaar | Wedstrijden | Wedstrijden | Wedstrijden | Wedstrijden | Doelpunten | Doelpunten | Doelpunten | Punten |
| Jaar | Duels       | Winst       | Gelijk      | Verlies     | Voor       | Tegen      | Saldo      | Punten |
| ---- | ----------- | ----------- | ----------- | ----------- | ---------- | ---------- | ---------- | ------ |
| 2006 | 6           | 4           | 2           | 0           | 10         | 3          | +7         | 1.666  |
| 2007 | 10          | 3           | 5           | 2           | 16         | 10         | +6         | 1.100  |
| 2008 | 11          | 4           | 2           | 5           | 19         | 13         | +6         | 0.909  |
| 2009 | 12          | 9           | 1           | 2           | 22         | 7          | +15        | 1.583  |
| 2010 | 14          | 6           | 2           | 6           | 18         | 15         | +3         | 1.000  |
| 2011 | 12          | 4           | 3           | 5           | 11         | 12         | –1         | 0.917  |
| 2012 | 11          | 3           | 3           | 5           | 12         | 12         | 0          | 0.818  |
| 2013 | 10          | 5           | 2           | 3           | 18         | 9          | +9         | 1.200  |
| 2014 | 9           | 3           | 3           | 3           | 10         | 12         | –2         | 1.000  |
| 2015 | 8           | 3           | 0           | 5           | 12         | 13         | –1         | 0.750  |
| 2016 | 11          | 5           | 3           | 3           | 16         | 14         | +2         | 1.182  |
| 2017 | 9           | 5           | 3           | 1           | 14         | 6          | +8         | 1.444  |
| 2018 | 13          | 7           | 2           | 4           | 21         | 12         | +9         | 1.231  |
| 2019 | 10          | 5           | 3           | 2           | 19         | 18         | +1         | 1.300  |
| 2020 | 8           | 2           | 4           | 2           | 12         | 9          | +3         | 1.000  |
| 2021 | 14          | 8           | 5           | 1           | 27         | 11         | +16        | 1.500  |
| 2022 | 12          | 6           | 2           | 4           | 24         | 17         | +7         | 1.167  |
| 2023 | 11          | 7           | 2           | 2           | 23         | 13         | +10        | 1.455  |

### Tegenstanders
| Tegenstander           | Wed. | W | G | V | DV | DT | DS  |
| ---------------------- | ---- | - | - | - | -- | -- | --- |
| Albanië                | 1    | 1 | 0 | 0 | 2  | 0  | +2  |
| Algerije               | 1    | 1 | 0 | 0 | 3  | 0  | +3  |
| Armenië                | 5    | 3 | 2 | 0 | 8  | 1  | +7  |
| Australië              | 2    | 0 | 1 | 1 | 1  | 2  | –1  |
| Azerbeidzjan           | 5    | 5 | 0 | 0 | 16 | 4  | +12 |
| Bahrein                | 1    | 1 | 0 | 0 | 5  | 1  | +4  |
| België                 | 4    | 1 | 0 | 3 | 4  | 8  | –4  |
| Bolivia                | 1    | 1 | 0 | 0 | 5  | 1  | +4  |
| Brazilië               | 3    | 0 | 0 | 3 | 0  | 5  | –5  |
| Bulgarije              | 4    | 2 | 2 | 0 | 10 | 4  | +6  |
| Chili                  | 2    | 1 | 0 | 1 | 3  | 2  | +1  |
| China                  | 1    | 1 | 0 | 0 | 2  | 0  | +2  |
| Colombia               | 1    | 0 | 0 | 1 | 0  | 1  | –1  |
| Costa Rica             | 1    | 1 | 0 | 0 | 1  | 0  | +1  |
| Cyprus                 | 3    | 2 | 1 | 0 | 4  | 1  | +3  |
| Denemarken             | 3    | 0 | 0 | 3 | 1  | 8  | –7  |
| Dominicaanse Republiek | 1    | 0 | 1 | 0 | 0  | 0  | 0   |
| Duitsland              | 3    | 1 | 1 | 1 | 3  | 3  | 0   |
| Estland                | 3    | 1 | 1 | 1 | 3  | 4  | –1  |
| Faeröer                | 4    | 4 | 0 | 0 | 10 | 1  | +9  |
| Finland                | 2    | 1 | 1 | 0 | 2  | 0  | +2  |
| Frankrijk              | 4    | 0 | 1 | 3 | 3  | 7  | –4  |
| Georgië                | 2    | 1 | 1 | 0 | 4  | 1  | +3  |
| Ghana                  | 1    | 0 | 0 | 1 | 0  | 1  | –1  |
| Griekenland            | 2    | 1 | 0 | 1 | 2  | 1  | +1  |
| Hongarije              | 6    | 1 | 1 | 4 | 4  | 8  | –4  |
| Ierland                | 7    | 3 | 4 | 0 | 10 | 7  | +3  |
| Israël                 | 2    | 2 | 0 | 0 | 5  | 1  | +4  |
| Italië                 | 2    | 0 | 1 | 1 | 1  | 4  | –3  |
| Jamaica                | 2    | 1 | 1 | 0 | 3  | 2  | +1  |
| Japan                  | 3    | 2 | 0 | 1 | 5  | 1  | +4  |
| Jordanië               | 1    | 1 | 0 | 0 | 3  | 2  | +1  |
| Kameroen               | 2    | 1 | 1 | 0 | 7  | 6  | +1  |
| Kazachstan             | 2    | 1 | 0 | 1 | 2  | 2  | 0   |
| Kroatië                | 2    | 0 | 1 | 1 | 1  | 3  | –2  |
| Litouwen               | 8    | 7 | 0 | 1 | 20 | 6  | +14 |
| Luxemburg              | 4    | 4 | 0 | 0 | 11 | 4  | +7  |
| Marokko                | 1    | 0 | 0 | 1 | 1  | 2  | –1  |
| Mexico                 | 1    | 0 | 0 | 1 | 0  | 2  | –2  |
| Moldavië               | 2    | 2 | 0 | 0 | 6  | 0  | +6  |
| Montenegro             | 5    | 5 | 0 | 0 | 12 | 3  | +9  |
| Nieuw-Zeeland          | 1    | 0 | 0 | 1 | 0  | 1  | –1  |
| Nigeria                | 1    | 1 | 0 | 0 | 2  | 0  | +2  |
| Noord-Ierland          | 3    | 3 | 0 | 0 | 4  | 1  | +3  |
| Noord-Macedonië        | 3    | 1 | 1 | 1 | 6  | 3  | +3  |
| Noorwegen              | 4    | 1 | 2 | 1 | 4  | 3  | +1  |
| Oekraïne               | 5    | 0 | 1 | 4 | 2  | 12 | –10 |
| Oostenrijk             | 4    | 3 | 0 | 1 | 9  | 6  | +3  |
| Panama                 | 2    | 0 | 2 | 0 | 1  | 1  | 0   |
| Paraguay               | 1    | 1 | 0 | 0 | 1  | 0  | +1  |
| Polen                  | 5    | 0 | 3 | 2 | 3  | 5  | –2  |
| Portugal               | 8    | 1 | 4 | 3 | 11 | 14 | –3  |
| Qatar                  | 3    | 2 | 0 | 1 | 8  | 3  | +5  |
| Roemenië               | 4    | 2 | 2 | 0 | 10 | 4  | +6  |
| Rusland                | 6    | 1 | 2 | 3 | 9  | 8  | +1  |
| Schotland              | 3    | 1 | 2 | 0 | 3  | 1  | +2  |
| Slovenië               | 4    | 1 | 2 | 1 | 7  | 5  | +2  |
| Spanje                 | 1    | 0 | 0 | 1 | 0  | 2  | –2  |
| Tsjechië               | 2    | 1 | 0 | 1 | 4  | 5  | –1  |
| Turkije                | 2    | 0 | 2 | 0 | 2  | 2  | 0   |
| Verenigde Staten       | 2    | 1 | 1 | 0 | 2  | 1  | +1  |
| Wales                  | 4    | 2 | 2 | 0 | 11 | 3  | +8  |
| Zweden                 | 4    | 3 | 0 | 1 | 8  | 3  | +5  |
| Zwitserland            | 2    | 0 | 0 | 2 | 3  | 5  | -2  |
| Zuid-Afrika            | 1    | 1 | 0 | 0 | 3  | 1  | +2  |
| Zuid-Korea             | 3    | 1 | 1 | 1 | 3  | 3  | 0   |

## FIFA-wereldranglijst[4]
| 2005 | 2006 | 2007 | 2008 | 2009 | 2010 | 2011 | 2012 | 2013 | 2014 | 2015 | 2016 | 2017 | 2018 | 2019 | 2020 | 2021 | 2022 | 2023 | 2024 |
| ---- | ---- | ---- | ---- | ---- | ---- | ---- | ---- | ---- | ---- | ---- | ---- | ---- | ---- | ---- | ---- | ---- | ---- | ---- | ---- |
| 47   | 33   | 27   | 30   | 19   | 23   | 27   | 38   | 30   | 38   | 56   | 44   | 36   | 29   | 29   | 30   | 23   | 29   | 34   | 32   |

## Bondscoaches
- Bijgewerkt tot en met de EK-kwalificatiewedstrijd tegen  Bulgarije (2-2) op 19 november 2023.

| Naam                        | Van              | Tot              | Duels | W  | G | V |
| --------------------------- | ---------------- | ---------------- | ----- | -- | - | - |
| Javier Clemente             | 16 augustus 2006 | 24 november 2007 | 16    | 7  | 7 | 2 |
| Miroslav Dukic              | 6 februari 2008  | 31 mei 2008      | 5     | 0  | 2 | 3 |
| Radomir Antić               | 6 september 2008 | 7 september 2010 | 29    | 18 | 3 | 8 |
| Vladimir Petrović           | 8 oktober 2010   | 11 oktober 2011  | 13    | 5  | 4 | 4 |
| Radovan Curčić (interim)    | 11 november 2011 | 29 februari 2012 | 4     | 1  | 1 | 2 |
| Siniša Mihajlović           | 26 mei 2012      | 15 november 2013 | 19    | 7  | 4 | 8 |
| Ljubinko Drulović (interim) | 5 maart 2014     | 6 juni 2014      | 4     | 3  | 0 | 1 |
| Dick Advocaat               | 1 augustus 2014  | 15 november 2014 | 4     | 1  | 2 | 1 |
| Radovan Ćurčić              | 15 november 2014 | 27 april 2016    | 11    | 5  | 0 | 6 |
| Slavoljub Muslin            | 29 april 2016    | 9 oktober 2017   | 16    | 7  | 5 | 4 |
| Mladen Krstajić             | 10 november 2017 | 13 juni 2019     | 19    | 9  | 5 | 5 |
| Ljubiša Tumbaković          | 1 juli 2019      | 14 december 2020 | 14    | 6  | 5 | 3 |
| Ilija Stolica (interim)     | 14 december 2020 | 3 maart 2021     | 2     | 0  | 2 | 0 |
| Dragan Stojković            | 3 maart 2021     | 'heden           | 35    | 21 | 7 | 7 |

## Huidige selectie
De volgende spelers werden opgenomen in de selectie voor het EK 2024.
Interlands en doelpunten bijgewerkt tot en met de wedstrijd tegen  Cyprus op 25 maart 2024.
| №           | Naam                    | Wed. | Dlpnt. | Club               |
| ----------- | ----------------------- | ---- | ------ | ------------------ |
| Doel        |                         |      |        |                    |
|             | Predrag Rajković        | 31   | 0      | RCD Mallorca       |
|             | Vanja Milinković-Savić  | 18   | 0      | Torino             |
|             | Đorđe Petrović          | 3    | 0      | Chelsea            |
| Verdediging |                         |      |        |                    |
|             | Nemanja Gudelj          | 60   | 1      | Sevilla            |
|             | Nikola Milenković       | 51   | 3      | Fiorentina         |
|             | Strahinja Pavlović      | 33   | 3      | Red Bull Salzburg  |
|             | Filip Mladenović        | 30   | 1      | Panathinaikos      |
|             | Miloš Veljković         | 29   | 1      | Werder Bremen      |
|             | Uroš Spajić             | 20   | 0      | Rode Ster Belgrado |
|             | Srđan Babić             | 8    | 1      | Spartak Moskou     |
|             | Nemanja Stojić          | 1    | 0      | Bačka Topola       |
| Middenveld  |                         |      |        |                    |
|             | Dušan Tadić             | 106  | 22     | Fenerbahçe         |
|             | Filip Kostić            | 62   | 3      | Juventus           |
|             | Sergej Milinković-Savić | 49   | 8      | Al-Hilal           |
|             | Nemanja Maksimović      | 48   | 0      | Getafe             |
|             | Saša Lukić              | 44   | 2      | Torino             |
|             | Andrija Živković        | 44   | 1      | PAOK Saloniki      |
|             | Mijat Gaćinović         | 26   | 2      | AEK Athene         |
|             | Ivan Ilić               | 14   | 0      | Torino             |
|             | Srđan Mijailović        | 7    | 0      | Rode Ster Belgrado |
|             | Lazar Samardžić         | 7    | 0      | Udinese            |
|             | Veljko Birmančević      | 3    | 0      | Sparta Praag       |
| Aanval      |                         |      |        |                    |
|             | Aleksandar Mitrović     | 89   | 57     | Al-Hilal           |
|             | Luka Jović              | 33   | 10     | AC Milan           |
|             | Dušan Vlahović          | 25   | 13     | Juventus           |
|             | Petar Ratkov            | 1    | 0      | Rode Ster Belgrado |